# Эрзог, Владимир
Владимир Эрзог (встречаются варианты передачи Эрцог, Херцог, Герцог, порт.-браз. Vladimir Herzog; 27 июня 1937 — 25 октября 1975) — бразильский журналист, профессор университета, драматург и общественный деятель хорватского-еврейского происхождения. В связи со своими кинопроектами увлёкся фотографией. В семье и среди друзей его звали Владо (обычное хорватское сокращение от имени Владимир).
Эрзог был членом Бразильской коммунистической партии и принимал активное участие в движении гражданского сопротивления бразильской военной диктатуре. В октябре 1975 года Эрзог, тогдашний главный редактор TV Cultura, был подвергнут пыткам и убит политической полицией (DOI-CODI) военной диктатуры, инсценировавшей это как самоубийство. Только спустя 37 лет запись в его свидетельстве о смерти изменили, указав, что он действительно умер в результате пыток в DOI-CODI. Его гибель оказала большое влияние на бразильское общество, катализировав волну протестов, направленных на восстановление в стране демократии.

## Биография

### Семья
Родился 27 июня 1937 года в Осиеке, провинция Савская Бановина (ныне Хорватия) в Королевстве Югославия, в семье хорватских евреев Зигмунда и Зоры Херцог, иммигрировавших в Бразилию через Италию в начале 1940-х годов, спасаясь от нацистской оккупации и преследований со стороны марионеточного усташского режима Хорватии и его немецких покровителей.

### Образование и карьера
Херцог (в Бразилии его фамилия произносилась как Эрзог) получил степень бакалавра философии в Университете Сан-Паулу в 1959 году. Окончив его, он работал журналистом в крупных средствах массовой информации Бразилии, в том числе в газете O Estado de S.Paulo.Он также проработал в Лондоне на BBC в течение трех лет.
В 1970-х Эрзог стал главным редактором TV Cultura — общественной телестанции, управляемой правительством штата Сан-Паулу. Наряду с этим он преподавал журналистику в Школе коммуникаций и искусств Университета Сан-Паулу и на курсах журналистики Фонда Армандо Алвариса Пентедо. Он сделал карьеру драматурга, работая с представителями художественной и театральной интеллигенции Бразилии.
Несмотря на свой статус, Эрзог не побоялся поставить его под угрозу, став активным участником движения гражданского сопротивления против правой военной диктатуры в Бразилии. Он присоединился к нелегальной оппозиции — Бразильской коммунистической партии (порт. Partido Comunista Brasileiro - PCB), — хотя и не занимался подпольной деятельностью.

## Арест и смерть

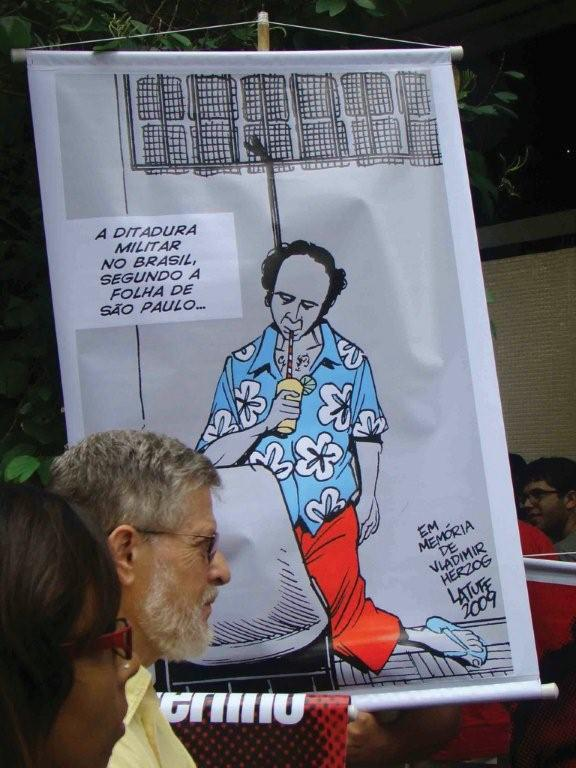
Протест 2009 года в Бразилии. Плакат политического карикатуриста Карлоса Латуффа с саркастической подписью: «Военная диктатура в Бразилии, по версии газеты Folha de São Paulo». Рисунок основан на печально известной фотографии Эрзога, сделанной бразильским агентством разведки и репрессий Сан-Паулу.

В 1974 году новый президент генерал Эрнесту Гайзел обещал большую политическую открытость, сокращение цензуры, расследование заявлений о пытках и расширение участия гражданского населения в правительстве. Однако на деле влиятельные военные продолжали репрессии — так, командующий 2 армией Эднарду Д’Авила Мелу объявил, что коммунисты внедрились в правительство Сан-Паулу. От журналиста Паулу Маркуна Эрзог узнал о предстоящем аресте, но не стал скрываться.
24 октября 1975 года главный редактор TV Cultura Эрзог был вызван для дачи показаний о своих связях с запрещённой компартией. На следующий день он добровольно явился по повестке в штаб-квартиру сил безопасности (Департамент информационных операций — Центр операций внутренней обороны DOI-CODI) в Сан-Паулу. Эрзог попал в ловушку — по прибытии он был задержан, избит и подвергнут пыткам. Он был арестован вместе с двумя другими журналистами, Эстрадой Бениньо и Кондером (из последнего выбили показания, что он завербовал Эрзога в БКП), которые впоследствии подтвердили случившееся с их коллегой.
В тот же день он был убит силами безопасности. Согласно официальной версии событий, 25 октября тело Эрзога было найдено повешенным в его тюремной камере. До пересмотра в его свидетельстве о смерти было указано «самоубийство через повешение». Оппозиция же сразу заявила, что агенты DOI-CODI поместили тело убитого ими журналиста в петлю, чтобы заявить в прессе, что тот покончил жизнь самоубийством.

### Официальная версия и доказательства убийства
Эрзог был женат на рекламном агенте Кларис Эрзог, с которой они воспитывали двоих маленьких детей. Почти три года спустя, в 1976 году, она смогла подать гражданский иск, в котором обвиняла государство в смерти мужа. Все ещё не в силах совладать с потерей супруга, она заявила, что «Владо внёс бы больший вклад в жизнь общества, если бы был жив».
В отчёте, представленном разведкой Бразилии, утверждалось, что Эрзог покончил жизнь самоубийством, что якобы было подтверждено в рамках военного расследования. Вскрытие формально не дало чётких результатов — в то время патологоанатомы были сотрудниками полиции и систематически составляли ложные отчеты в случаях смерти от пыток.
Однако общественное мнение не приняло эту версию, и убийство оппозиционного журналиста вызвало национальное негодование. По словам тогдашнего главного раввина центральной синагоги Сан-Паулу Энри Собеля, убийство Херцога изменило страну: «Это было катализатором будущего восстановления демократии. Его смерть всегда будет болезненным воспоминанием о мрачном периоде репрессий, вечным эхом голоса свободы, который никогда не смогут заставить смолкнуть». Обнаружив на теле Эрцога следы пыток, раввин Собель решил похоронить покойного в центре кладбища, а не в углу, как того требует иудейская традиция в случаях самоубийства. Когда эта информация была обнародована, официальная версия самоубийства начала трещать по швам. 
Официально первое неопровержимое доказательство того, что смерть Эрзога не была самоубийством, было сообщено в досье Фернанду Пашеку Журдана Dossier Herzog — Prisão, Tortura e Morte no Brasil. Автор указывает, что на фотографии, предоставленной военными в качестве доказательства самоубийства Герцога, изображен заключённый, повешенный за тюремный ремень, привязанный к решётке камеры, его ноги касаются пола, а его колени заметно согнуты.

### Политические последствия. Протесты и конец диктатуры
Гибель журналиста усилила движение против военной диктатуры в Бразилии, вызвав волну протестов в международной прессе и укрепив процесс защиты прав человека в Латинской Америке. Его судьба вывела на площадь перед кафедральным собором восемь тысяч человек — невиданное количество для Бразилии того времени, жившей в атмосфере запугиваний и запретов на протестные собрания. Фактически, это была первая крупная демонстрация протеста в Бразилии после принятия печально известного институционного закона № 5 в 1968 году.
На случившееся был вынужден отреагировать сам президент республики Эрнесту Гайзел. Он винил в этих действиях «преступников» из в значительной степени параллельной официальной власти системы направляемых военными политических репрессий. В результате он приказал сократить подобного рода «деятельность», уволив ведущего ультраправого генерала Эднарду Д’Авилу Мелу.
Ко времени смерти Эрзога Бразилия была в крайне напряженном состоянии. Военные находились у власти уже больше десятилетия, и население постоянно находилось в страхе. Эрзог был уже 38-м человеком, который якобы «покончил жизнь самоубийством» после ареста военными. Однако из их числа он был самой публичной и узнаваемой жертвой, поэтому его смерть привлекла к делу большее внимание общественности и властей.

### Иски и попытки добиться правосудия

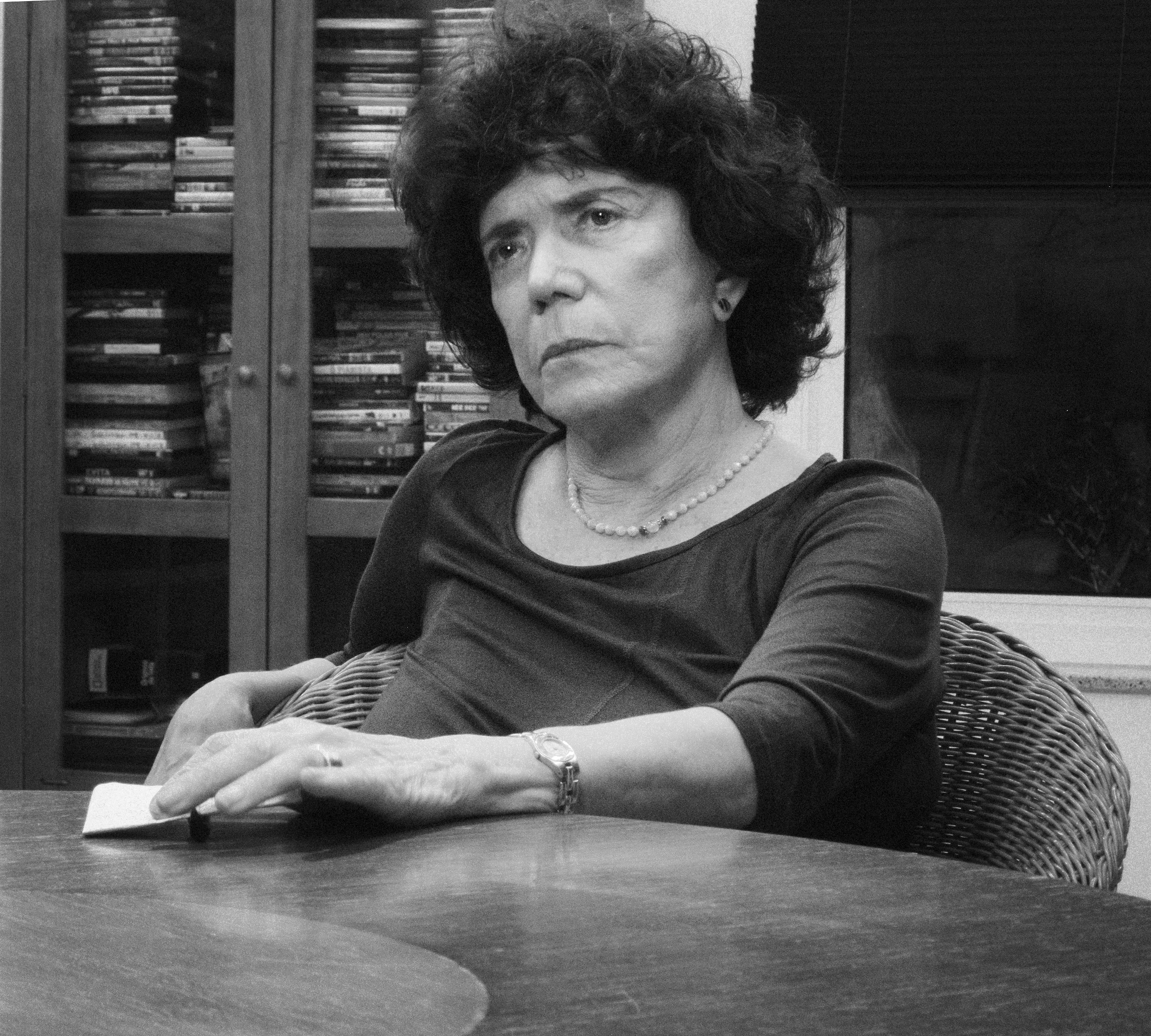
Кларис Эрзог в 2016 году

В 1978 году суд постановил, что В. Эрзог умер «неестественной смертью», подтвердив, что власти Бразилии не смогли доказать свою версию самоубийства, и сослался на доказательства пыток, которым был подвергнут журналист.
В 1992 году было инициировано новое расследование по поводу насильственной смерти Эрзога. Однако судебные органы отложили его проведение в порядке применения Закона об амнистии от 1979 года. Только по закону от 1995 года власти Бразилии признали свою ответственность, среди прочего, за убийство политических противников в период военного режима. Созданная Специальная комиссия по политическим смертям и исчезновениям людей пришла к выводу, что Эрцог был подвергнут пыткам и убит во время незаконного задержания DOI-CODI. На основании указанных выводов в Федеральную прокуратуру был направлен запрос о проведении расследования.
В 2009 году федеральный судья отложил проведение данного расследования в связи с наличием res judicata, отсутствием уголовной ответственности за преступления против человечности в законодательстве Бразилии на момент смерти Эрзога в 1975 году, а также в связи с истечением срока давности для уголовного преследования в отношении уголовных преступлений.
Лишь позже, в гражданском иске, поданном его вдовой против правительства, федеральный суд признал смерть Эрзога противоправной и возместил денежный ущерб его семье. Новое свидетельство о смерти, в котором указано, что он умер «из-за физических пыток на объектах DOI-CODI 2-й армии в Сан-Паулу», было выдано целых 37 лет спустя после гибели Эрзога (предыдущая справка указывала на «предполагаемое самоубийство»).
23 января 2013 года Межамериканская комиссия по правам человека, структура Организации американских государств, объявила, что о запросу нескольких религиозных и правозащитных групп расследует противоречивые обстоятельства смерти Владимира Эрзога. 15 марта 2018 года Межамериканский суд по правам человека осудил Бразилию за халатность при расследовании убийства журналиста.
В преддверии чемпионата мира по футболу 2014 года Иво Эрзог, сын Владимира Эрзога, подал петицию об исключении из Бразильской футбольной конфедерации её президента. Когда Влади Эрзог был убит, Жозе Мария Марина занимал высокий пост губернатора Сан-Паулу и нёс ответственность за репрессивный политический курс. Иво Эрзог процитировал выступления политика в качестве депутата федерального Конгресса, в которых тот хвалил главу Департамента политического и социального порядка во времена военной диктатуры Сержиу Флеури, ответственного за пытки и бессудные убийства эскадронами смерти, а также выступления Марины 1975 года с нападками на Эрзога. Футболист Ромарио, избранный в Национальный конгресс от Социалистической партии Бразилии, инициировал расследование по поводу возможной причастности экс-губернатора и конгрессмена к убийству неугодного тележурналиста. Марина в итоге сел в тюрьму, но по делам в связи с коррупционным скандалом в ФИФА.

## Память и наследие
Смерть Эрзога, ставшего символом борьбы за демократию, сегодня рассматривается как начало конца бразильской военной диктатуры. Память о нём была увековечена в названии улицы в Сан-Паулу, на которой располагается студия его телеканала. Кроме того, в его честь учреждена и названа общественная премия в области журналистики и прав человека (Prêmio de Jornalismo Vladimir Herzog de Anistia e Direitos Humanos).
К 30-летию гибели Эрзога в 2005 году был снят документальный фильм режиссера Жоау Батисты ди Андраде под названием Herzog — 30 anos. В том же году с санкции высокопоставленного военного офицера в кабинете президента Луиса Инасиу Лулы да Силвы были обнародованы новые предсмертные фотографии Эрзога (ещё живого и полностью обнаженного) в тюремной камере.
В 2009 году, спустя три с половиной десятилетия после смерти журналиста, был основан Институт Владимира Эрцога. Его цель — собирать и хранить архив материалов об Эрзоге, способствовать дебатам о роли журналистов и новых медиа, а также присуждать премию Владимира Эрцога за амнистию и права человека журналистам и правозащитникам.